# Eskovia exarmata
Eskovia exarmata är en spindelart som först beskrevs av Kirill Yeskov 1989.  Eskovia exarmata ingår i släktet Eskovia och familjen täckvävarspindlar. Inga underarter finns listade i Catalogue of Life.